# Quirinales
Las Quirinales o Quirinalias eran unas fiestas que se celebraban en la Antigua Roma el decimotercer día antes de las calendas de marzo, es decir el 17 de febrero, dedicadas a uno de los dioses romanos más antiguos, Quirino. Las fiestas fueron instituidas por Numa Pompilio.
Estas fiestas se escapaban, de algún modo, de la jurisdicción de la curia, es decir, bajo el ordenamiento de los clanes o gentes, de todos los ciudadanos, dándoles la oportunidad de configurarse como tales, y no como miembros de una única curia. Este desarrollo, formó parte del proceso que condujo gradualmente a los romanos de las asambleas curiales (comitia curiata) a las asambleas populares (comitia tributa), que se expresaba al basar la nueva realidad en nombre del dios Quirino, protector del pueblo.
En el día dedicado a este dios se permitía celebrar el rito del primer tueste del grano de cereales para aquellos que no lo habían hecho anteriormente, el día prescrito por su curia. Cada curia prescribía el día en que se debía hacer. De esta manera, los que por alguna circunstancia, ya sea por negligencia o por su propia voluntad hubieran contravenido la orden curial (calificados como locos por la propia orden) podían remediarlo en el plano religioso refugiándose en el dios Quirino.
La fiesta también se llamaba "Fiesta de los locos (o tontos)" (stultorum feriae), que se celebraba el último día de las fiestas Fornacales, y que sería transformada con el tiempo en los carnavales cristianos.